# هيلين بارتن بروستر
هيلين بارتن بروستر (بالإنجليزية: Helen Brewster Owens)‏ عالمة رياضيات أمريكية وداعية إلي منح المرأة حق الانتخاب، ولدت هلين بارتن في عام 1881 في بليزانتون بولاية كانساس وكانت أمها معلماً ورئيسة رابطة المطالبة بحق المرأة في التصويت بمقاطعة لين. بدأ اهتمام هلين بحق المرأة في التصويت عندما ذهبت وهي طفلة صغيرة بصحبة أمها إلي سوق خيرية أقيمت في المقاطعة في عام 1893 . وكانت تساعد أمها في توزيع نسخ من صورة فرانسس ويلارد رائدة الدعوة إلي تحريم الخمر في ذلك الوقت علي رواد السوق . وكانت الصورة تظهر ويلارد بصحبة مجموعة من زملائها النشطاء سياسياً من الرجال الذين حرموا من حق الانتخاب.وتقول هيلن بهذا الصدد أثناء مقابلتها صحيفة أجرتها في عام 1960 (( كان لابد أن أرث من أمي اهتمامها الشديد بحق المرأة في المساواة . وكانت أمي تقتطع من وقت شئون المنزل والتدريس، لجمع التوقيعات علي العرائض والتحدث مع جماعات النساء وغيرهن، لصالح حركة مطالبة المرأة بحقها في الانتخاب ))
تزوجت فردريك ويليام أونز في عام 1904 زميلها دارس الرياضيات . وانتقل الزوجان الي شيكاغو حيث ولدت ابنتهما الاولي في عام 1905 والتي أسمتها هيلين أيضاً وولدت ابنتها الثانية كلارا في إثياكا في نيويورك عام 1908

## التعليم
حصلت هلين بروستو علي درجة البكالوريوس من جامعة كانساس في عام 1900 ثم علي ماجستير الرياضيات في السنة التالية . وكانت عنوان رسالتها ((استقرار السطح التربيعي نتيجة لتسامت النقاط الموجودة في المجال)) والتي تعد امتداداً لبحوث روث وود وكانت تدرس الرياضيات في مدرسة ثانوية في لونس بولاية كانساس أثناء استئناف دراساتها العليا في جامعة الولاية . واصل فردريك وهيلن دراستهما العليا في جامعة شيكاغو حيث حصل فريدريك علي الدكتوراه في عام 1907 ثم أنتقلت الأسرة مرة أخرى الي إيثاكا في نيويورك واستانفت هيلين دراستها العليا في جامعة كورنيل لتحصل في النهاية علي الدكتوراه في الرياضيات عام 1910 وعنوان رسالتها (( المرتبة الثالثة للمتطابقات الخطية المتوافقة كما تحددها أسرة من التربيعات )) وكانت تحت أشراف فيرجيل سنايدر

## الحياة المهنية
امتدت حياة هيلين المهنية في مجال الرياضيات رغم فترات طويلة من الانقطاع علي مدي عدة أعوام فكانت أستاذ الرياضيات حتي عام 1912 في الكلية التحضيرية لجامعة إيثاكا . عادت مرة أخرى بين عام 1941 الي 1945 محرراً مشاركاً في دورية الرياضيات الأمريكية الشهرية في جامعة ولاية مين حيث وصلت إلي درجة أستاذ مساعد .

## النشاط السياسي
بدأت خطواتها الاولي حينما اقتفت خطوات أمها من أجل الحصول علي حق المرأة في الانتخاب في عام 1909 . وفي عام 1910 انتخبت رئيساً للجنة قرارات رابطة حصول المرأة علي حق الانتخاب التابعة لولاية نيويورك . وفي عام 1911 عادت الي كانساس لتخطب بين التجمعات المدنية والمجتمعات المختلفة وفي المهرجانات بشأن حصول المرأة علي حق الانتخاب . وفي الفترة ما بين 1913 حتي 1915 عملت علي التوصل إلي الموافقة علي التعديل المتعلق بحق المرأة في الانتخاب في ولاية نيويورك . وحصلت علي تلك التعديلات في هذه الفترة . وكانت حياة هيلين مليئه بالانتصارات السياسية .

## التقاعد والوفاة
تقاعدت هيلين من جامعة مين في عام 1949 وتوفت في 6 يونيو 1969 في مارتينسبورج بولاية غرب فيرجينيا